# 梅果巴
梅果巴(梵文：Mekopa) ，印度大乘密宗人士，八十四成就者之一。

## 簡介
梅果巴是班噶地方的廚師，從小就接觸佛法，但未有機會領受上師的教導。一夜一位瑜珈士來到他的門口乞食，梅果巴便留這位瑜珈士下來長期供養，於是瑜珈士便傳授他灌頂與密續教授。經過六個月，梅果巴便了悟自性，瞪大眼在各個村莊遊走，最後肉身進入空行淨土。